# جنى الشمري
جنى الشمري (مواليد 5 ديسمبر 2007) هي لاعبة كرة قدم سعودية تلعب في مركز الوسط لنادي الهمة في دوري الدرجة الأولى السعودي للسيدات.

## المسيرة الكروية
بدأت الشمري اللعب مع الهمة في موسم 2023/2024 ضمن دوري الدرجة الأولى السعودي للسيدات.
بالإضافة إلى مشاركتها مع الهمة في موسم 2023/2024 ضمن دوري الدرجة الأولى السعودي للسيدات، شاركت الشمري في دوري مدارس مع فريق ثانوية التربية الأهلية، حيث توجت باللقب.
في الموسم التالي 2024/2025، شاركت الشمري مع فريق الهمة تحت 17 سنة في بطولة السعودية للناشئات تحت 17 سنة 2024–25، وتصدرت قائمة الهدافات في الجولة الأولى.

## المسيرة الدولية
في 17 يناير 2024، انضمت جنى الشمري إلى منتخب السعودية تحت 17 سنة للسيدات لكرة القدم تحت قيادة المدربة الكرواتية ستيلا غوتال للمشاركة في المعسكر التدريبي المقام في جدة.